# Pont de Saint-Georges de Camboulas
Le pont de Saint-Georges de Camboulas est un pont situé en France à Pont-de-Salars, dans le département de l'Aveyron en région Occitanie.
Il fait l'objet d'une inscription au titre des monuments historiques depuis 1978.

## Localisation
Le pont est situé sur la commune de Pont-de-Salars, dans le département français de l'Aveyron.

## Historique
Le pont de Saint-Georges a été construit en 1872. 
Il a résisté à la terrible crue du Viaur de 1909 qui avait emporté de nombreux ponts dont celui de Pont de Salars et le pont romain de Camboulas
L'édifice est inscrit au titre des monuments historiques depuis le 17 juillet 1978.